# Rosemontoise
Die Rosemontoise ist ein rund 18 km langer linker Nebenfluss der Savoureuse im Einzugsgebiet der Rhône, im französischen Département Territoire de Belfort in der Region Bourgogne-Franche-Comté. Der Flussname ist von der mittelalterlichen Burg Rosemont (deutsch: Rosenfels) in den Südvogesen abgeleitet.

## Geographie
Das Quellgebiet der Rosemontoise befindet sich im Gemeindegebiet von Riervescemont, an der Südflanke des Kammes, zwischen den Höhen von Trémontkopf und Baerenkopf, einer vom Elsässer Belchen (Ballon d’Alsace) nach Südosten ausgreifenden Bergkette. Auf seinen ersten Kilometern weist der Bergbach ein starkes Gefälle auf, bevor er den Talkessel von Riervescemont erreicht. Diesen verlässt er durch die Engstelle bei der Ruine Rosemont nach Südwesten.
Danach weitet sich das Tal, und bei Vescemont östlich von Giromagny tritt die Rosemontoise aus den Vogesen in ein weites Becken hinaus, in dem im Lauf der Zeit eine mächtige Schicht von Schottern und Feinsedimenten (sogenannte Alluvionen) abgelagert wurde. Der in Nord-Süd-Richtung orientierte Fluss hat jetzt nur noch ein Gefälle von ungefähr 1 % (10 Meter auf 1 Kilometer). Er fließt parallel zur Savoureuse durch das Becken. Bei Éloie am südlichen Rand des Beckens nimmt er mit dem Verdoyeux den wichtigsten Zufluss auf. Die Rosemontoise wendet sich hier nach Südwesten, folgt dem Rand der Waldhöhen der Forêt de Roppe und mündet bei Valdoie wenige Kilometer nördlich von Belfort auf einer Höhe von 368 m in die Savoureuse.

## Hydrologie
Die Rosemontoise besitzt ein pluviales Abflussregime mit stark schwankendem Wasserstand. Hochwasser können in den Wintermonaten und im Frühling während der Schneeschmelze in den Vogesen sowie im weiteren Verlauf des Jahres bei starken Gewittern oder langanhaltenden Niederschlägen auftreten. Das Quellgebiet im Bereich des Ballon d’Alsace gehört mit 240 cm Niederschlag pro Jahr zu den nässesten Regionen Frankreichs. Verschiedene Bachverbauungen und Dämme wurden errichtet, um die Überschwemmungsgefahr zu minimieren. Bei einem Dammbruch am 30. Dezember 2001 wurden Teile von Éloie und Valdoie überschwemmt. Im Einzugsgebiet der Rosemontoise befinden sich zahlreiche Weiher, von denen nur wenige natürlichen Ursprungs sind. Die meisten wurden seit dem 16. Jahrhundert für die Fischzucht angelegt.

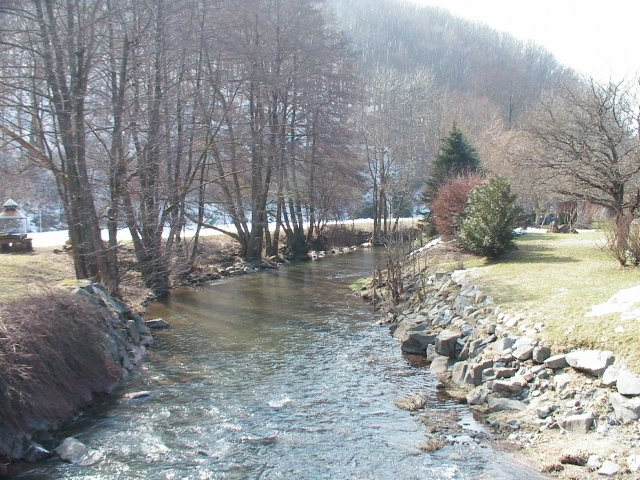
Die Rosemontoise in Éloie
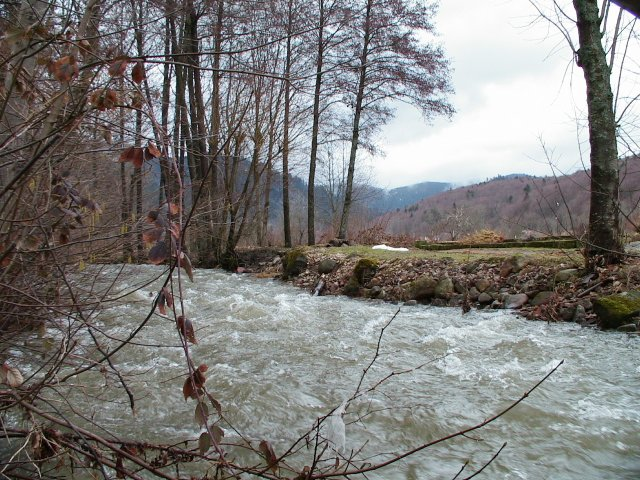
Rosemontoise bei Vescemont